# Szerkesztettek

Pusztító a Transformers rajzfilmben

A Szerkesztettek a Transformers univerzum kitalált robot alcsoportja.

## Történetük

### A Marvel képregényben
A Szerkesztetteket Sokkoló álca vezér teremtette meg Optimus fővezér segítségével, mikor a fővezér feje G. B. Blackrock repülőgép-összeszerelő üzemében raboskodott. Feladatuk, hogy a Földön az építményeikkel az álcák világuralomra törő terveit segítsék. Magyarországi első megjelenésük a Transformers képregény 5. számában volt. Első feladatuk egy adóvevő építése volt, melynek segítségével üzentek a többi álcának a Kibertron bolygóra, majd egy szénbányában egy új főhadiszállást építettek.

### A Sunbow rajzfilmben
A rajzfilmbeli Szerkesztettek híresek változatos személyiségeikről, és arról, hogy építési szenvedélyüknek hódolva akár ellenségeikkel is együttműködtek. Az Álcák rendszerint velük építették fel támaszpontjaikat, berendezéseiket, és ha szükség volt rá, Pusztítóként küldték őket harcba. Pusztító hírhedtté vált arról, hogy noha valóban rászolgált a nevére, és hihetetlenül nehéz megfékezni, olykor egyetlen lövés vagy némi rázkódás elegendő volt ahhoz, hogy darabokra hulljon.
A Szerkesztettek eredete heves viták tárgya, ugyanis több, ellentmondó történetük van. A sorozat első évadában Megatron azt állítja, a Szerkesztetteket földi barlangokban építették a jelenben. A második évadban a Szerkesztettek Kibertronon láthatók, több millió évvel ezelőtt, és jóságosak. Megatron korrumpálja őket. A harmadik évad egy jelenetében pedig annak lehetünk szemtanúi, hogy a Szerkesztettek, akik eleve gonoszak, építik meg Megatront a messzi múltban.
A rajzfilmen számos író dolgozott, és csak nagyon ritkán vették figyelembe a folytonosságot, innen származik a sok ellentmondás. A folytonossági hibák egyébként nagyon elterjedtek voltak a sorozatban, s ennek néha az írók is tudatában voltak.

## Képességeik
A Szerkesztettek földi alakjukban építőipari gépek. Mesterei az építésnek. Együttesen alkotják a Pusztító nevű óriásrobotot.

## Tagjaik

### G1 sorozat
- Csonttörő – Buffalo – G1
- Boxoló – Caterpillar 992 G homlokrakodógép – G1
- Kevernök – Mack Granite mixerkocsi – G1
- Hosszúpofa – Caterpillar 773 B óriásdömper – G1
- Horog – G1
- Dögevő – O&K RH 400-as exkavátor – G1

### Egyéb
- Dühöngő – Caterpillar D9L buldózer
- Hightower – Kobelco CK 2500-as lánctalpas daru
- Overload – Caterpillar 773 B csuklós dömper
- Skipjack

### Transformers: A bukottak bosszúja
- Payload – Caterpillar 773 B óriásdömper
- Rampage Caterpillar 992 G homlokrakodógép